# رولف هيرتزبيرغ
رولف هيرتزبيرغ (بالسويدية: Rolf Hertzberg)‏ هو لاعب كرة يد سويدي، ولد في 2 أبريل 1959.

## وصلات خارجية
- رولف هيرتزبيرغ على موقع أوليمبيديا (الإنجليزية)
- رولف هيرتزبيرغ على موقع اللجنة الأولمبية السويدية (السويدية)